# Graciela Morán
Graciela Morán (Cinco Saltos (Río Negro), 18 de febrero de 1948) es una extenista argentina. Actualmente reside en Belgrano, Ciudad Autónoma de Buenos Aires. Inició su carrera como profesional en el año 1959 y se retiró a finales de 1968.

## Biografía
Graciela empezó a jugar al tenis en el Club Harrods Gath & Chaves, en la ciudad de Buenos Aires, su profesor fue Rodolfo Rodríguez. Después de continuar su aprendizaje en el Buenos Aires Lawn Tennis Club entró a la escuela que dirigía Enrique Morea.
En 1961 y 1962, fue la número 1 del ranking nacional de menores.
En 1964, fue número uno en juveniles. Fue campeona Sudamericana ganadora de la Copa Osorio junto a Norma Baylon y Raquel Giscafré. Se consagró campeona en single del torneo de Amfluer, Francia y ganadora del Torneo de Río de Janeiro, Brasil. 
En 1966, fue parte del Equipo de Fed Cup de Argentina, con el que viajó a Turín del 10 al 15 de mayo para enfrentar a Alemania, aunque el resultado fue una contundente derrota 3-0 para el conjunto argentino que también estuvo integrado por Raquel Giscafré.
Participó de los Juegos Panamericanos de 1967 pero no pudo superar las rondas iniciales en canchas de cemento.
Llegó a ser la jugadora número uno del ranking nacional en 1968. En ese mismo año ganó los torneos de Mar del Plata, Río de la Plata, Adrogué y Estudiantil Porteño.